# The Last of Us Part II
A The Last of Us Part II egy 2020-as akció-kalandjáték, amelyet a Naughty Dog fejlesztett és a Sony Interactive Entertainment adott ki PlayStation 4 konzolra. A The Last of Us (2013) után öt évvel játszódó játék a posztapokaliptikus Egyesült Államokban játszódik, és két olyan játszható karakterre összpontosít, akiknek élete összefonódik: Ellie-re, aki bosszút áll egy gyilkosságért, és Abby-re, egy katonára, aki a milíciája és egy vallási kultusz közötti konfliktus miatt keveredik bele. A játék harmadik személyű perspektívát használ; a játékosnak lőfegyverekkel, rögtönzött fegyverekkel és lopakodást felhasználva kell megküzdenie az emberi mivoltukból kivetkőzött ellenségekkel és a kannibál zombiszerű lényekkel.

## Játékmenet
A The Last of Us Part II egy harmadik személy nézőpontjából játszható akció-kalandjáték, amely a túlélő horror műfajának elemeit tartalmazza. A játékosnak egy posztapokaliptikus környezetben kell mozognia, hogy előmozdítsa a történetet. A játékos lőfegyvereket, rögtönzött fegyvereket és lopakodást használhat az ellenséges emberek és a Cordyceps gomba mutáns törzsével fertőzött kannibál lények ellen. Az irányítás megoszlik a játék folyamán, hol Ellie-t és hol Abby-t irányíthatjuk; illetve egy rövid ideig Joelt is irányíthatjuk a nyitójelenetben. A játékos karakterének fürge természete platformszerű elemeket vezet be, lehetővé téve a játékos számára, hogy ugráljon és mászhasson, hogy bejárja a környezetet, és előnyöket szerezzen a harc során. Ezentúl a játékos betörhet ablakokat, hogy hozzáférjen bizonyos területekhez vagy tárgyakat szerezzen. Egyes területek lóval vagy csónakkal közlekedhetünk.

## Alkotók
Druckmann visszatért a The Last of Us Part II kreatív igazgatójaként, Gross-szal közösen írta a történetet, míg Newman és Margenau társjátékrendezők voltak.

## Fogadtatás
A játék kritikai fogadtatása vegyes, bár nem alkotott akkora sikert, mint az első rész, többségében inkább dicsérik. Metascore alapján 93 pontra áll, míg a felhasználói értékelések tekintetében csak 5,8 pontra a 10-ből.

## Eladások
A megjelenésének hétvégéjén a The Last of Us Part II több mint négymillió példányban kelt el világszerte, így a legkelendőbb PlayStation 4 exkluzív lett, megelőzve a Marvel's Spider-Man-t, melyből 3,3 millió darab, illetve a God of War-t, melyből 3,1 millió példány kelt el ugyanennyi idő alatt. 2020 legnagyobb nyitányát produkálta mind a fizikai, mind a digitális értékesítés terén.

## Fordítás
Ez a szócikk részben vagy egészben  a   The Last of Us Part II című angol Wikipédia-szócikk ezen változatának fordításán alapul.  Az eredeti cikk szerkesztőit annak laptörténete sorolja fel. Ez a jelzés csupán a megfogalmazás eredetét és a szerzői jogokat jelzi, nem szolgál a cikkben szereplő információk forrásmegjelöléseként.